# Kowalewo, Warmińsko-Mazurskie
Kowalewo [kɔvaˈlɛvɔ] (tiếng Đức: Richtwalde) là một ngôi làng thuộc khu hành chính của Gmina Biała Piska, thuộc huyện Piski, Warmińsko-Mazurskie, ở miền bắc Ba Lan. Nó nằm khoảng 10 kilômét (6 mi) phía nam Biała Piska, 20 km (12 mi) về phía đông nam Pisz và 108 km (67 mi) về phía đông của thủ đô khu vực Olsztyn.
Trước năm 1945, khu vực này là một phần của Đức (Đông Phổ).
Làng có dân số 220.